# Joseph Jacotot

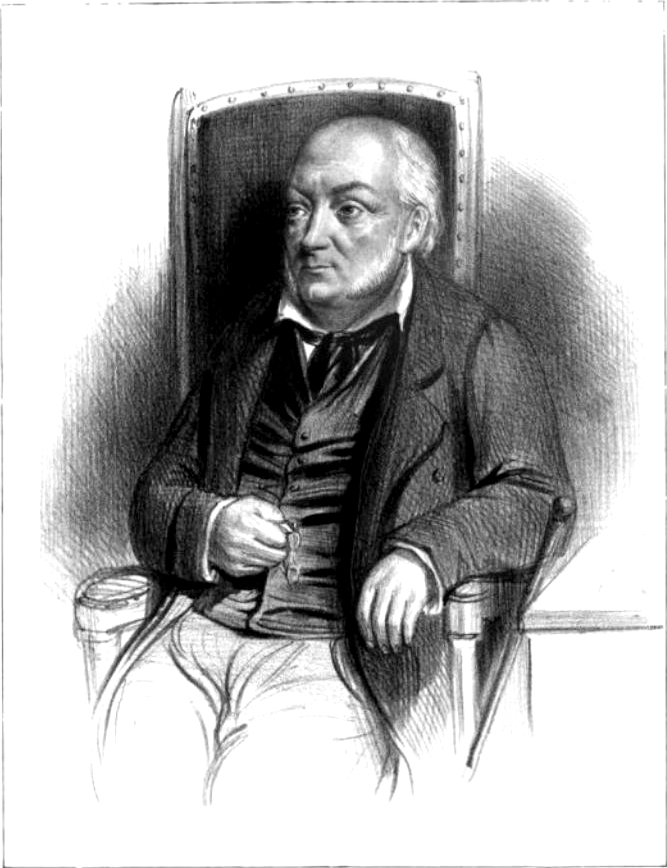
Joseph Jacotot

Jean Joseph Jacotot (Dijon, 4 maart 1770 – Parijs, 30 juli 1840) was een Frans pedagoog. Hij was de grondlegger van een naar hem genoemde onderwijsmethode die zich richt op de leercapaciteit van het individu.

## Levensloop

### Studies
Jacotot ging in Dijon naar het middelbaar onderwijs. Daarna ging hij daar ook naar de universiteit, waar hij op negentienjarige leeftijd afstudeerde als docteur ès-lettres.
Jacotot werd op zijn oude school leraar in het Latijn, maar hernam na korte tijd zijn universiteitsstudies: eerst in de rechten en daarna in de wiskunde.

### Loopbaan
Jacotot was vaderlandslievend en richtte in 1788 een federatie voor jongeren uit Dijon en Bretagne op om de revolutionaire principes te verdedigen. Na 1790 werden de federaties omgevormd tot bataljons voor de verdediging van het vaderland. Jacotot zelf werd kapitein van een artillerie-eenheid van het bataljon van de Côte-d'Or. In 1792 werd zijn eenheid naar de Zuidelijke Nederlanden gestuurd. Ze nam er deel aan onder meer het Beleg van Maastricht.
In 1795 werd Jacotot leraar aan de École centrale van Dijon, waar hij achtereenvolgens Latijn, wiskunde en rechten onderwees. Tijdens het begin van het Eerste Franse Keizerrijk was hij even secretaris van de minister van Oorlog. Daarna werd hij benoemd tot onderdirecteur van de École polytechnique, de Franse militaire academie. In 1806 werd Jacotot plaatsvervangend docent aan de faculteit Rechten van de Universiteit van Dijon en in 1809 kreeg hij er de leerstoel wiskunde toegewezen aan de pas opgerichte faculteit Wetenschappen. Datzelfde jaar behaalde hij er het doctoraat in de wetenschappen. Tijdens de Honderd Dagen in 1815 werd Jacotot verkozen tot volksvertegenwoordiger in de Chambre des Représentants, die één maand heeft bestaan.
Na de val van het keizerrijk verliet Jacotot Frankrijk en vestigde hij zich in Brussel. In 1818 werd hij benoemd tot lector in de Franse literatuur aan de Rijksuniversiteit Leuven. In 1827 werd hij directeur van de École normale militaire, die in Leuven werd opgericht.
Na de Julirevolutie van 1830 keerde Jacotot terug naar Frankrijk en vestigde hij zich in Valenciennes. Hij hield er zich bezig met het propageren van de door hem ontwikkelde onderwijsmethode. In 1838 vestigde hij zich in Parijs, waar hij op zeventigjarige leeftijd stierf. Jacotot werd begraven op de cimetière du Père-Lachaise.
Jacotot was gehuwd met Marie-Désirée Defacqz en was een oom van de Belgische politicus en magistraat Eugène Defacqz.

## De methode Jacotot of de methode van het universeel onderwijs

### Oorsprong
De onderwijsmethode van Jacotot ontstond in 1818 toen hij Franse literatuur diende te gaan onderwijzen aan studenten die doorgaans een moedertaal spraken die hij niet beheerste. Hij vroeg hun om een tweetalige uitgave van de roman Les aventures de Télémaque van Fénelon van buiten te leren. Door het instuderen van de tekst samen met de vertaling konden de studenten het functioneren van de zinsbouw begrijpen. Met behulp van enkele hulpmiddelen konden ze daarbij tot de hele Franse literatuur leren begrijpen.
Dit experiment zette Jacotot ertoe aan om een onderwijsmethode te ontwikkelen die tegengesteld was aan de klassieke onderwijsmethode, die steunde op overdracht van kennis van leermeester naar leerling. De methode van het universeel onderwijs, zoals Jacotot zijn methode noemde, steunde daarentegen op de leercapaciteit van het individu.

### Principes
De methode van Jacotot is gebaseerd op drie overtuigingen:
1. Iedereen is even intelligent;
2. Iedereen heeft de mogelijkheid meegekregen om zichzelf te onderwijzen;
3. Alles ligt in alles besloten.

Uitgaande van de derde overtuiging kan een student een taal leren door eerst de woorden te leren en van hieruit de zinnen, de grammatica en de literatuur.
Het was Jacotot er niet om te doen om een betere onderwijsmethode te ontwikkelen, maar om mensen intellectueel te emanciperen. Zelf omschreef hij zijn methode in één zin:
Il faut apprendre quelque chose et y rapporter tout le reste
(Men moet iets leren en de rest hangt ervan af)

### Verspreiding
De methode vond zijn weg in Frankrijk, Zwitserland, Engeland en Rusland en werd vooral in Duitsland verfijnd. De Franse filosoof Jacques Rancière schreef over deze onderwijsmethode in zijn boek Le Maître ignorant (De onwetende meester).
In het Verenigd Koninkrijk der Nederlanden was Charles de Brouckère (1796-1860) een pleitbezorger van Jacotots onderwijsmethode, waarover hij enkele artikelen publiceerde en die hij toepaste bij de opvoeding van zijn eigen kinderen. De methode werd in verscheidene onderwijsinstellingen ingevoerd, onder meer in de in 1827 in Leuven opgerichte École normale militaire en de Koninklijke Militaire Academie in Breda.

## Werk
In de reeks Enseignement universel verschenen volgende werken van Jacotot:
- Langue maternelle (1822)
- Langue étrangère (1823)
- Musique, dessin et peinture (1824)
- Mathématiques (1828)
- Droit et philosophie panécastique (1839)

Postuum werd het werk Mélanges in 1841 uitgegeven door zijn zonen.